# 부산동부경찰서
부산동부경찰서(釜山東部警察署, Busan Dongbu Police Station)는 부산광역시경찰청이 관할하는 경찰서 중 하나이다. 부산광역시 동구 일대를 관할한다. 부산광역시 동구 중앙대로 387 (수정동)에 위치하고 있다.
서장은 총경으로 보한다.

## 연혁
- 1924년 3월 1일: 북부산경찰서 설치
- 1957년 7월 26일: 동부산경찰서로 변경
- 1963년 1월 1일: 부산동부경찰서로 변경

## 관할 지구대·파출소
| 명칭         | 사진 | 치안센터 사진 | 주소                    | 관할구역                 | 치안센터                   |
| ------------ | ---- | ------------- | ----------------------- | ------------------------ | -------------------------- |
| 초량지구대   |      |               | 초량상로 67 (초량동)    | 초량동                   | 초량2치안센터 역전치안센터 |
| 수성지구대   |      |               | 망양로 806-1 (수정동)   | 수정동 일부, 좌천동 일부 | 수정치안센터               |
| 범곡파출소   |      |               | 범상로 10-1 (범일동)    | 범일동 일부, 수정동 일부 |                            |
| 자성대파출소 |      |               | 자성공원로 15 (범일동)  | 범일동 일부              |                            |
| 좌천파출소   |      |               | 중앙대로 491-4 (범일동) | 범일동 일부, 좌천동      | 좌천4치안센터              |

## 같이 보기
- 부산광역시지방경찰청